# Holandia Południowa
Holandia Południowa (niderl. Zuid-Holland) – najludniejsza prowincja Królestwa Niderlandów, położona na zachodzie kraju, wzdłuż wybrzeża Morza Północnego. Stolicą prowincji jest Haga, a największym miastem Rotterdam. Prowincjami przylegającymi są: na północy Holandia Północna, Geldria oraz Utrecht na wschodzie, Brabancja Północna na południowym wschodzie i Zelandia na południu.
Holandia Południowa jest jednym z najgęściej zaludnionych i najbardziej uprzemysłowionych obszarów na świecie. Ludność prowincji liczyła w 1514 roku około 200 tys. mieszkańców i liczba ta przez wieki rosła osiągając wartość 3 680 652 (stan na 30 marca 2018). Przy prawie 3,7 miliona mieszkańców obszar ten zajmuje zaledwie 3403 km² (z czego 585 km² stanowi woda), co powoduje największe zagęszczenie ludności w całej Holandii. W skład prowincji wchodzi m.in. część aglomeracji Randstad.
Południowa część prowincji to Westland i zajmują ją liczne tereny szklarniowe. Najważniejszymi zbiornikami wodnymi w Holandii Południowej są Nieuwe Maas, Nieuwe Waterweg, Oude Maas, Haringvliet oraz Hollands Diep.

## Historia
Prowincja Holandii Południowej obejmuje południową część historycznego Hrabstwa Holandii, które wzięło udział w wojnie o niepodległość Niderlandów rozpoczynającym wojnę osiemdziesięcioletną. Na tych terenach toczyły się działania wojenne (m.in. oblężenie Lejdy w 1574 roku), a w 1579 roku Holandia wstąpiła do unii utrechckiej wchodząc w skład Republiki Zjednoczonych Prowincji (uznanej w 1648 roku w pokoju westfalskim zawartym w Münster traktatem kończącym ponad osiemdziesięcioletnią wojnę). W haskim Binnenhofie mieściła się siedziba Stanów Prowincjonalnych Holandii, później Stanów Generalnych.
Później te tereny weszły w skład Republiki Batawskiej, a także Królestwa Holandii, po reformie administracyjnej 1807 roku departament Maasland, potem Monden van de Maas. Po pokonaniu Francuzów, w 1814 roku została utworzona prowincja Holandii, posiadająca jednak dwóch gubernatorów, dla części północnej i południowej.
Holandia Północna jako prowincja o tej nazwie została utworzona w 1840 roku w wyniku podziału prowincji Holandii (będącej częścią Królestwa Zjednoczonych Niderlandów, a potem Królestwa Niderlandów) na Holandię Południową i Północną. Od tego czasu Holandia Południowa przekazała trzy gminy prowincji Utrechtu: w 1970 Oudewater, w 1989 Woerden, a w 2002 Vianen.

## Gminy (z odnośnikami do mapy)
W 2015 roku prowincja liczyła 60 gmin (nid. gemeente):
| A – J - Alblasserdam - Albrandswaard - Alphen aan den Rijn - Barendrecht - Binnenmaas - Bodegraven-Reeuwijk - Brielle - Capelle aan den IJssel - Cromstrijen - Delft - Den Haag (Haga) - Dordrecht - Giessenlanden - Goeree-Overflakkee - Gorinchem - Gouda - Hardinxveld-Giessendam - Hellevoetsluis - Hendrik-Ido-Ambacht - Hillegom |  | K – P - Kaag en Braassem - Katwijk - Korendijk - Krimpen aan den IJssel - Krimpenerwaard - Lansingerland - Leerdam - Leiden - Leiderdorp - Leidschendam-Voorburg - Lisse - Maassluis - Midden-Delfland - Molenwaard - Nieuwkoop - Nissewaard - Noordwijk - Noordwijkerhout - Oegstgeest - Oud-Beijerland - Papendrecht - Pijnacker-Nootdorp |  | R – Z - Ridderkerk - Rijswijk - Rotterdam - Schiedam - Sliedrecht - Strijen - Teylingen - Vlaardingen - Voorschoten - Waddinxveen - Wassenaar - Westland - Westvoorne - Zederik - Zoetermeer - Zoeterwoude - Zuidplas - Zwijndrecht |

## Wyspy w obrębie prowincji

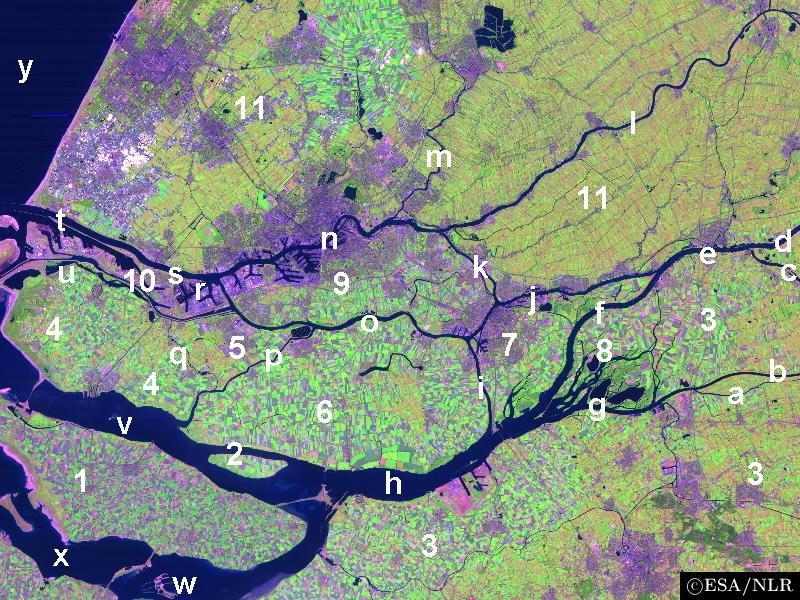
Zdjęcie satelitarne obrazujące wyspy w obrębie Holandii Południowej

Południowa część Holandii Południowej składa się z kilku wysp leżących w delcie Renu i Mozy. Z technicznego punktu widzenia nie są to autentyczne wyspy. Każda z nich otoczona jest kanałami wodnymi, rzekami, czy innymi zbiornikami wodnymi a większość posiada wiele połączeń z resztą obszaru lądowego. Wyspy zostały wymienione w kolejności alfabetycznej poniżej (kilka z nich nosi taką samą nazwę jak nazwa gminy, stąd odnośniki do artykułu o gminie). W nawiasach wskazano odpowiedni obszar na ilustracji.
- Dordrecht (7 na mapie)
- Goeree-Overflakkee (1 na mapie)
- Hoeksche Waard (6 na mapie)
- IJsselmonde (9 na mapie)
- Rozenburg (10 na mapie)
- Tiengemeten (2 na mapie)
- Voorne-Putten (4 i 5 na mapie)

## Statystyki
Wyznanie (2005)Protestantyzm 20%
Katolicyzm 15%
Islam 8%
Hinduizm 2%